# Fäbodviken
Fäbodviken är en sjö i Hudiksvalls kommun i Hälsingland och ingår i Nianån-Norralaåns kustområde. Sjön har en area på 0,0849 kvadratkilometer och ligger 2 meter över havet. Fäbodviken ligger i Långvind Natura 2000-område.

## Delavrinningsområde
Fäbodviken ingår i det delavrinningsområde (681390-157349) som SMHI kallar för Rinner mot Långvindsfjärden. Medelhöjden är 6 meter över havet och ytan är 2,06 kvadratkilometer. Det finns inga avrinningsområden uppströms utan avrinningsområdet är högsta punkten. Avrinningsområdets utflöde mynnar i havet, utan att ha någon enskild mynningsplats. Avrinningsområdet består mestadels av skog (92 procent). Avrinningsområdet har 0,16 kvadratkilometer vattenytor vilket ger det en sjöprocent på 6,3 procent.